# 他改变了中国：江泽民传
《他改變了中國：江澤民傳》（英語：The Man Who Changed China: The Life and Legacy of Jiang Zemin）是一部有關中国第三代最高领导人、前中共中央總書記江澤民的傳記，作者為羅伯特·勞倫斯·庫恩，於2005年以英語和中文兩種語言出版，出版後產生了廣泛的影響和爭議。这本书由兰登书屋集团在全球除中国以外的地区出版发行。在中国，它被上海世纪出版集团以《他改变了中国：江泽民传》的标题出版。

## 对中国影响
這本書在中國出版之後，銷售量以非常快的速度超過了一百萬，登上了中国国内畅销书排行榜。其單月銷售超過1995年在中國出版的《哈利波特》之後的任何一本書。此書是第一本在中國大陸出版的在世領導人的傳記。
这本书打破了长久以来对于中国高级官员私人生活的言论禁忌，让中国的读者认识到了一个与最高领导人身份不一样的江泽民，同时也因为这些内容被一些人斥为宣传，拒绝购买。尽管这本书在中国的版本有一些部分被删去，但出版商仍然觉得有必要提醒读者，“作为一个西方人士，作者对某些问题的观点和提法同我们有一定差距，相信读者是会理解和把握的”。
随着膜蛤文化兴起，这本书又一次进入了公众的视野，被江泽民的粉丝们戏称为“红宝书”，一度卖到断货。

## 英文版影响
汉学家布鲁斯·季礼评价道：
中國各屆領導人中，毛澤東選擇了一個美國共產黨——愛德華‧斯諾來為他寫自傳；而江澤民選擇了庫恩，美國商業精英中的一員來寫他的自傳。崇尚科學、有較高的文化水平、有商業熱心的投資銀行家庫恩或許能代表1989年以來席捲中國的新意識形態。
季礼又在之后补充道：
没有什么比这本书的发行更好地象征以江泽民为核心的中共第三代领导集体向右翼独裁政权的过渡和发展。他们每年都在蚕食毛、邓留下的社会主义遗产。
库恩曾对“江泽民钦定库恩写传记”的说法作出回应，说道：
……事實幾乎和這個說法完全相反。不是江澤民選擇了我；而是我選擇了江澤民。要寫這本書是我的想法，我的计划是以寫這本書作為窗口跟蹤十年動亂給中國造成的創傷，同時也對中國這十幾年的混亂和發展進行瞭解。我雖然求助其他人進行翻譯研究，但我保持絕對的編輯權，作出絕大部分編輯決定。…
庫恩聲明道，他在這書中對於某些事件的描述角度，譬如1999年的美軍轟炸中國駐南斯拉夫聯盟使館事件，就明顯不同於中國的官方媒體；並強調他要超越以往所有關於中國的偏見和炒作，以便讓西方瞭解中國領導人是如何思考的。

## 江泽民本人回应
当江泽民本人被问起他关于这本传记的看法时，江泽民曾告诉他的密友（此书的主要来源之一）王言午说（后来又转达中国媒体）：“他（库恩）写得很客观，没有美化我；但他把我的结婚日期搞错了。”

## 作者署名争议
中国著名作家叶永烈发表文章称：库恩是美国的企业家，并非文史类作家。他也不懂汉语，不识中文。中国专门请他这个美国人写《他改变了中国：江泽民传》，是想让库恩成为新时期的斯诺。为此，叶永烈被中央部门请到北京与库恩合作，为当时命名为「零零一工程」的《他改变了中国：江泽民传》写作进行全面策划。叶永烈写出三千字提纲、长达十五页的年谱、大量参考书目以及百余人采访名单。他提议联合署名，被北京有关部门坚拒，合作中断。由于书籍出版时书中长达四页的「鸣谢」，对叶永烈的贡献只字不提，叶才公开代库恩写书的内情。并详细记叙了与库恩的合作过程。